# Фрозиноне (провинция)
Фрозиноне (на италиански: Provincia di Frosinone) е провинция в Италия, в региона Лацио.
Площта ѝ е 3244 км², а населението – около 495 000 души (2007). Провинцията включва 91 общини, административен център е град Фрозиноне.

## Административно деление
Провинцията се състои от 91 общини:
- Фрозиноне
- Аквино
- Акуафондата
- Акуто
- Алатри
- Алвито
- Амазено
- Анани
- Арнара
- Арпино
- Арче
- Атина
- Аузония
- Белмонте Кастело
- Бовиле Ерника
- Брокостела
- Валекорса
- Валемайо
- Валеротонда
- Вероли
- Викалви
- Вико нел Лацио
- Вила Латина
- Вила Санта Лучия
- Вила Санто Стефано
- Витикузо
- Галинаро
- Гуарчино
- Джулиано ди Рома
- Есперия
- Згургола
- Изола дел Лири
- Казалатико
- Казалвиери
- Камполи Апенино
- Касино
- Кастелири
- Кастелнуово Парано
- Кастро дей Волши
- Кастрочело
- Коле Сан Маньо
- Колепардо
- Колфеличе
- Корено Аузонио
- Монте Сан Джовани Кампано
- Мороло
- Палиано
- Пастена
- Патрика
- Пескозолидо
- Пиедимонте Сан Джермано
- Пико
- Пильо
- Пинятаро Интерамна
- Пичиниско
- Понтекорво
- Поста Фибрено
- Пофи
- Рипи
- Рока д'Арче
- Рокасека
- Сан Биаджо Сарачиниско
- Сан Виторе дел Лацио
- Сан Джовани Инкарико
- Сан Джорджо а Лири
- Сан Донато Вал ди Комино
- Сант'Амброджо сул Гариляно
- Сант'Андреа дел Гариляно
- Сант'Аполинаре
- Сант'Елия Фиумерапидо
- Сантопадре
- Сероне
- Сетефрати
- Сора
- Странголагали
- Супино
- Тереле
- Торе Кайетани
- Ториче
- Треви нел Лацио
- Тривиляно
- Фалватера
- Ферентино
- Филетино
- Фиуджи
- Фонтана Лири
- Фонтекиари
- Фумоне
- Чекано
- Чепрано
- Черваро